# Somewhere at the Bottom of the River Between Vega and Altair
Somewhere at the Bottom of the River Between Vega and Altair è il primo album dei La Dispute, pubblicato l'11 novembre 2008 con etichetta No Sleep Records.
Nella settimana del 25 settembre 2013 la No Sleep ha messo a disposizione il download gratuito (ad eventuale offerta libera) dell'album su Bandcamp per qualche giorno.

## Critica
Rock Sound nel 2012 ha inserito l'album al 53º posto nella classifica dei 101 classici moderni, motivando la scelta affermando "il loro album di debutto è un viaggio pieno di emozione attraverso la ruvidità del punk, la dissonanza dell'hardcore e poesie spezzate; la sua forza, tuttavia, sta nella sua unicità" rispetto a qualsiasi altro album.

## Background
L'album è stato da più parti definito un concept album per la ricorrenza di tematiche simili nell'arco dei testi delle canzoni; tuttavia il cantante Jordan Dreyer ha più volte affermato che l'idea originaria non era quella di scrivere un concept album e che solo con molta riluttanza accetta quella definizione per Somewhere. Come da lui spiegato, "Non c'è un arco narrativo, non c'è una cosa che si scopre alla fine o comunque al momento in cui colleghi tutti gli elementi; a livello di temi tutto è molto collegato, c'è un continuo confronto con lo stesso tipo di battaglie e di sfide, e siccome ogni canzone riguarda un argomento simile è stato facile creare dei legami tra di loro". Ad esempio, tre canzoni (le quali hanno peraltro la stessa struttura grammaticale del titolo: aggettivo - nome + for + aggettivo - nome) provengono da una stessa vicenda: i coniugi di due famiglie amiche di Jordan si sono separati nello stesso periodo, e col tempo si è scoperto che la ragione del divorzio stava nel fatto che il marito di una delle due famiglie aveva iniziato una storia con la moglie nell'altra famiglia. In particolare, New Storms for Older Lovers parla del marito tradito a colloquio con l'amante di sua moglie; Last Blues for Bloody Knuckles è un dialogo tra il marito e la moglie; e Sad Prayers for Guilty Bodies uno tra i due amanti.
Tentando di spiegare uno degli scopi dell'album, Jordan ha aggiunto "Buona parte della nostra esistenza la passiamo a cercare di mettere le mani sulle cose che ci rendono felici o sulle cose che ci danno uno scopo, quindi credo, più che altri aspetti, che le canzoni che abbiamo scritto provano a proporre delle diverse soluzioni a questo problema nel tentativo di capire cosa funziona per me e per chi le ascolta".
Le registrazioni sono avvenute presso lo Studiotte di Grand Rapids, la città natale dei La Dispute, perché a detta della band l'ambiente in cui sono nati e cresciuti ha avuto un forte impatto sulla loro musica, e non avrebbe quindi avuto senso andare a registrare al di fuori del Michigan; inoltre conoscevano già il team dello studio ed avevano sviluppato una buona intesa con i suoi membri, mentre se avessero scelto uno studio diverso avrebbero dovuto ricreare quei rapporti e quella fiducia.

## Titolo e canzoni
Il titolo dell'album è preso da un mito asiatico, presente in diverse versioni in molti Paesi dell'Estremo Oriente, il quale è raccontato dagli stessi La Dispute nella canzone Four del loro EP Here, Hear, uscito nel maggio dello stesso anno.

### Such Small Hands
È una delle canzoni più famose ed amate dal pubblico, nonostante i suoi soli 90 secondi di durata (tanto che gli stessi La Dispute stentano a considerarla una canzone). Funge da introduzione all'album, ed il suo titolo si lega a quello dell'ultima canzone per formare la frase "nobody, not even the rain, has such small hands", verso conclusivo della poesia "somewhere i have never travelled" di e. e. cummings, uno dei poeti preferiti di Jordan. La stessa melodia ed il testo seguono uno schema parallelo a quello della canzone conclusiva.

### Said the King to the River
Si tratta della prima canzone composta per l'album ed è una delle più conosciute della band. Il testo fa riferimento al mito asiatico raccontato nella canzone Four di Here, Hear: in un regno si trova una giovane principessa talmente abile nell'uso del telaio, che produce abiti ed ornamenti ammirati da tutti e che fanno la fortuna del regno. La principessa tuttavia passa le sue intere giornate a tessere, e il re teme che così facendo lei non possa godere della sua gioventù come tutti gli altri giovani fanno, così le fa conoscere un giovane pastore. I due si innamorano subito l'uno dell'altro, e la principessa ben presto tralascia completamente di lavorare ai suoi ornamenti, causando una grave crisi al regno. Il re, irato, separa i due giovani mettendo il giovane pastore sull'altra sponda di un grande fiume, e concede loro la possibilità di vedersi solo una volta all'anno, il settimo giorno del settimo mese, tramite un barcaiolo che porta il giovane sulla sponda della principessa. Tuttavia, se il re non è soddisfatto del lavoro fatto dalla figlia, ordina al fiume di straripare e causare un'inondazione, così che i due giovani non si possano vedere. I due giovani nella mitologia rappresentano le stelle Vega ed Altair, ed il fiume è la Via Lattea. Il settimo giorno del settimo mese la Luna (il barcaiolo) la attraversa, ma se il cielo è nuvoloso, significa che il re ha ordinato al fiume di straripare.
L'idea di usare questa storia come basa per una canzone è venuta a Jordan analizzando le somiglianze tra il mito ed una relazione che per molto tempo aveva avuto con una ragazza, in cui la distanza ed un osatcolo si frapponevano fra loro e impedivano ai due di essere vicini. Col passare del tempo Jordan ha constatato come questi ostacoli esistano anche in quasi tutti gli altri tipi di relazioni che si instaurano tra gli uomini, ed ha così deciso di trasporre il mito e la sua esperienza in questa canzone.

### The Last Lost Continent
È la canzone più lunga dell'album (più di 12 minuti) e si compone di diverse parti musicalmente differenti. Il titolo e alcuni passaggi del testo sono ispirati dal romanzo Natura morta con picchio (Still Life with Woodpecker) dell'autore statunitense Tom Robbins. Lo scopo ultimo del testo è, secondo Jordan, quello di mostrare uno scopo collettivo all'umanità nella comunione e trasmettere il messaggio che anche nelle situazioni più complicate e disperate, c'è sempre qualcuno che può capirci e con cui possiamo condividere il nostro fardello.
Nella terza parte della canzone, Jordan parla della visione di un morto alla stazione di rifornimento di benzina; questo trae spunto da una situazione veramente vissuta dal cantante e dal batterista Brad Vander Lugt, quando vicino al negozio dove lavoravano, in una zona della città caratterizzata da un pericoloso aumento della violenza, un impiegato della stazione di rifornimento è stato ucciso in uno scontro a fuoco (una simile tematica viene poi ripresa in King Park su Wildlife). Nella continuazione del testo, Jordan parla di un suo amico che era appena rientrato dal servizio militare nella guerra in Iraq, e nonostante avesse visto tutta una serie di atrocità e barbarie, era ancora la stessa persona di quando era partito. Questa sorta di raffronto tra le due situazioni dà origine a una riflessione su di sé e sulla propria psicologia.

## Tracce
1. Such Small Hands – 1:35
2. Said the King to the River – 4:01
3. New Storms for Older Lovers – 4:59
4. Damaged Goods – 2:55
5. Fall Down, Never Get Back Up Again – 2:45
6. Bury Your Flame – 4:35
7. Last Blues for Bloody Knuckles – 5:00
8. The Castle Builders – 2:46
9. Andria – 4:20
10. Then Again, Maybe You Were Right – 1:36
11. Sad Prayers for Guilty Bodies – 3:46
12. The Last Lost Continent – 12:02
13. Nobody, Not Even the Rain – 1:10

## Edizioni in vinile
Prima edizione
- 20 esemplari di prova in Nero/Nero
- 500 in Bianco/Nero
- 400 in Marmo/Nero
- 100 in Marmo/Nero con il lato D colorato con il silk screening

Seconda edizione
- 500 in Verde Chiaro/Marmo Bianco/Nero con incisioni sul lato D
- 500 in Giallo Chiaro/Marmo Bianco/Nero con incisioni sul lato D

Terza edizione
- 500 in Marrone/Marrone con incisioni sul lato D

Quarta edizione
- 500 in Rosa/Blu con incisioni sul lato D

Quinta edizione
- 700 in Bianco/Bianco con incisioni sul lato D

Sesta edizione
- 1400 in Rosso/Rosso con incisioni sul lato D

Settima edizione
- 750 in Grigio/Grigio con incisioni sul lato D.[7]

Ottava edizione
- 550 in Verde scuro/Verde scuro con incisioni sul lato D.[8][9]

## Formazione
- Jordan Dreyer - voce
- Chad Sterenberg - chitarra
- Brad Vander Lugt - batteria
- Adam Vass - basso e layout
- Kevin Whittemore - chitarra

### Personale aggiuntivo
- Adam Kool - chitarra in Such Small Hands e Nobody, Not Even the Rain
- Nick Vander Lugt - cori
- Joshua Dreyer - cori
- Joel Otte - registrazione e mixaggio
- Troy Otte - registrazione, mixaggio e cori
- Kim Rosen - Masterizzazione (presso West West Side Music)
- Nick Satinover - Artwork